# Селино (Никольское сельское поселение)
Селино — деревня в Шекснинском районе Вологодской области.
Входит в состав сельского поселения Никольского, с точки зрения административно-территориального деления — в Никольский сельсовет.
Расстояние по автодороге до районного центра Шексны — 5 км, до центра муниципального образования Прогресса — 4 км. Ближайшие населённые пункты — Нижний Дор, Мальгино, Мальгино, Пронино, Барово, Лукинки.
По переписи 2002 года население — 17 человек.